# 22nd Air Refueling Wing

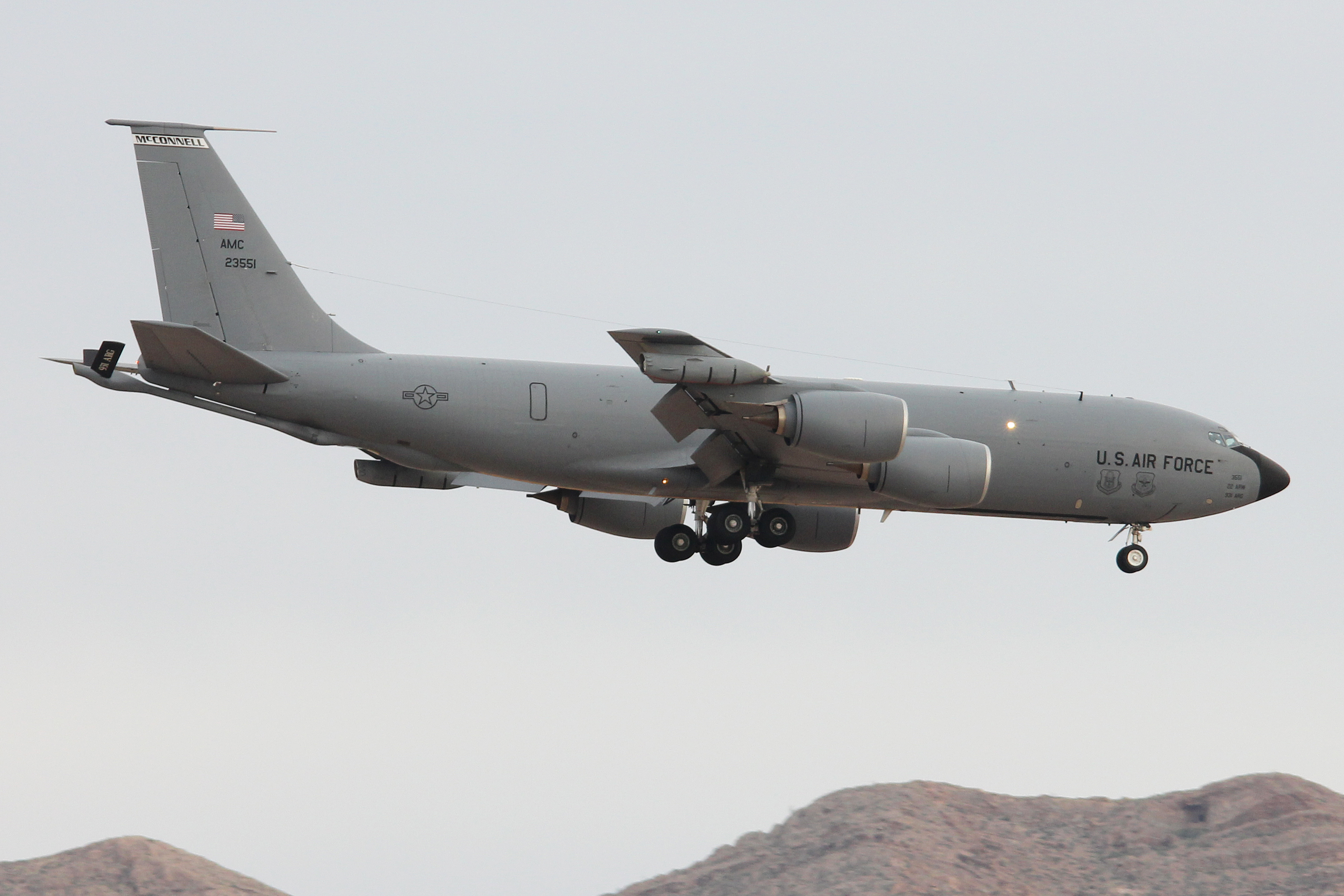
KC-135R dello Stormo

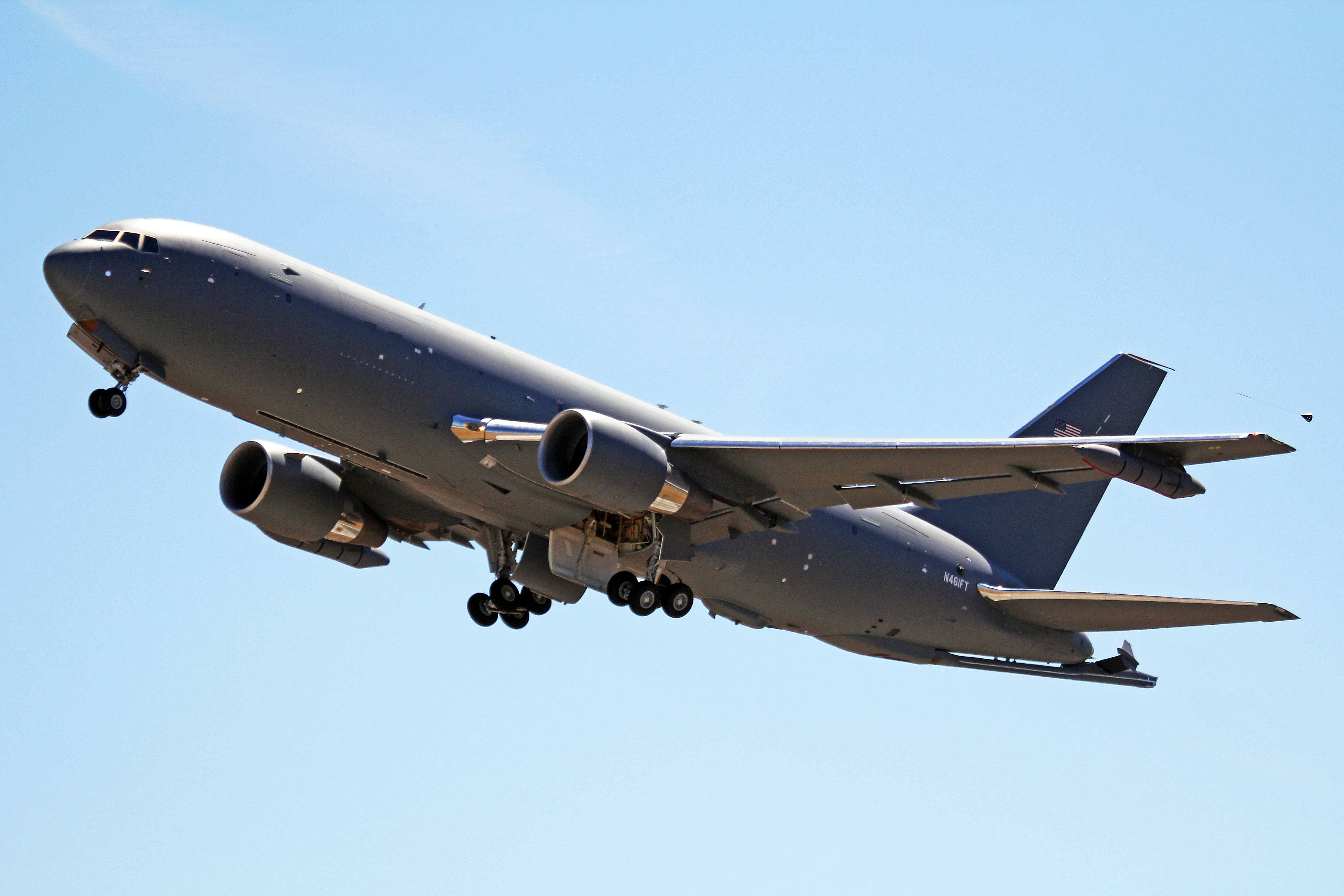
KC-46 Pegasus

Il 22nd Air Refueling Wing è uno stormo da rifornimento in volo dell'Air Mobility Command, inquadrato nella Eighteenth Air Force. Il suo quartier generale è situato presso la base aerea di McConnell, in Kansas.

## Missione
Allo stormo è associato il 931st Air Refueling Wing, Air Force Reserve Command, dal quale riceve personale per l'addestramento e la manutenzione per i suoi KC-135R. Da gennaio 2019, lo stormo ha cominciato a ricevere i primi 4 KC-46A Pegasus.

## Organizzazione
Attualmente, al 2022, esso controlla:
- 22nd Operations Group
  - 22nd Operation Support Squadron
  -  64th Air Refueling Squadron, unità associata al 157th Air Refueling Wing, New Hampshire Air National Guard
  -  344th Air Refueling Squadron - Equipaggiato con 27 KC-46A.
  -  349th Air Refueling Squadron - Equipaggiato con 12 KC-135R
  -  350th Air Refueling Squadron - Equipaggiato con 12 KC-135R
- 22nd Maintenance Group
  - 22nd Aircraft Maintenance Squadron
  - 22nd Maintenance Operations Squadron
  - 22nd Maintenance Squadron
- 22nd Medical Group
  - 22nd Aero Medical Dental Squadron
  - 22nd Medical Operations Squadron
  - 22nd Medical Support Squadron
- 22nd Mission Support Group
  - 22nd Civil Engineer Squadron
  - 22nd Communications Squadron
  - 22nd Contracting Squadron
  - 22nd Logistics Readiness Squadron
  - 22nd Force Support Squadron
  - 22nd Security Forces Squadron